# 西崎果音
西崎 果音（にしざき かのん、1967年7月14日 - ）は、東京都出身の女優、声優である。日本女子体育短期大学舞踏科卒業。モスクワ留学経験あり(バレエ)。劇団音楽座、プロダクション・タンク、シミズプロジェクトに所属していた。

## 出演

### テレビドラマ
- 土曜ワイド劇場 牟田刑事官vs終着駅の牛尾刑事vs事件記者冴子 （2005年12月24日、テレビ朝日） - 末永知美 役
- スペシャルドラマ 恋愛小説 「デューク」 （2006年7月17日、TBS） - 立花香子の母 役
- CAとお呼びっ! 第9話（2006年8月30日、日本テレビ）
- ウルトラマンメビウス 第20話（2006年8月19日、TBS） - 記者 役
- 生徒諸君! 第3話（2007年5月4日、テレビ朝日）
- 帰ってきた時効警察 第6話（2007年5月18日、テレビ朝日）
- ドラマW パンドラ 第8話（2008年5月25日、WOWOW）
- ごくせん3　第8話（2008年6月7日、日本テレビ）
- あんどーなつ 第6話（2008年8月11日、TBS）
- 木曜ドラマ 松本清張生誕100年スペシャル・夜光の階段 第6話（2009年5月28日、テレビ朝日）
- 任侠ヘルパー 第6話（2009年8月13日、フジテレビ）
- 土曜ドラマ チャレンジド 第1話（2009年10月10日、NHK）
- インディゴの夜 第10-12話（2010年1月18-20日、東海テレビ/フジテレビ） - 雅也の客 役
- 蘇える金狼
- 息子が事故!右足の運命は! - 女医 役
- 男と女　NHK

### テレビ
- 中居正広の金曜日のスマたちへ

### テレビアニメ
- CLUSTER EDGE - 婦人 役

### 吹き替え
- ER緊急救命室XI 第12話 - リポーター2〈ホリー・ジョイ・ゲインズ〉 役
- ER緊急救命室XII 第2話 - エリカ〈サマンサ・スキャンラン〉 役
- ER緊急救命室XIII 第15話 - ヘザー・タルタリア〈ジャネル・ジウマラ〉 役
- ER緊急救命室XIV 第6話 - バネッサ〈モニカ・アルガイヤー〉 役
- WITHOUT A TRACE/FBI 失踪者を追え!3第9話 - ロスシュタイン 役
- 名探偵モンク3 、4、7
- ファン・ジニ - クモン 役
- クリミナル・マインド FBI行動分析課シーズン2 第17話
- 北京バイオリン
- ヤングスーパーマン
- スターゲイトアトランティス
- ミッシング

他

#### 映画
- 帰らない日々
- お買いもの中毒な私!
- 月
- ヒトラー 〜最期の12日間〜 - ゲルダ 役
- 迫撃
- エンパイア・オブ・ウルフ - クロチルド 役
- ヒストリー・オブ・バイオレンス - ジュディ 役
- ナルニア国物語/第1章:ライオンと魔女
- Shall We Dance?
- ハンコック（女性）
- エリザベス1世 〜愛と陰謀の王宮〜
- ユナイテッド’93
- スパイダーマン
- スパイダーマン3

他

### 舞台
- TANIZAKI-卍 - ミツコ 役
- 控室
- 菊がさね - 芸者 役
- 美空ひばり物語
- 竜小太郎公演～瞼の母～ - おふみ 役
- 新・明暗 - 吉川婦人 役
- ニコロ・マキアヴェッリの生涯 - イザベッラ 役
- シンデレラ
- ハウ・ツウ・デイト2
- 山彦ものがたり - うさぎ 役
- steps「boy be」 - メロニー 役
- パキータ
- 二月のディナー
- 鏡と涙と伊右衛門と新・四谷怪談（ヒロイン）
- 解決します!!/美しきものの伝説 - 鈴木しおり 役（声のみ）
- 演劇集団五色の花公演

　・ひめち - 藤森愛役
　・五色の花 - バンビ先生役
　・頭痛肩こり樋口一葉 - 中野八重
他
ミュージカル
- シンデレラ（新宿コマ劇場）
- ハウ・ツウ・デイト2（全国ツアー）
- 山彦ものがたり - うさぎ役
- STEPS『boy　be』（本多劇場） - メロニー役

他
バレエ
- パキータ（スズキクラシックバレエ、熊川哲也主演）

他

### CM
- VISAカード（メイン）
- おうちCO－OP（メイン）
- アエラホーム（忽那汐里の母役）
- アラプラス（郷ひろみアラフィックバックダンサー）

他

### その他
- ジレットグルーミングボーイコンテスト （ナレーション）
- カナルファンタジア（振り付け）
- 東京アナウンス学院ミュージカルゼミ卒業公演（振り付け）

他